# Mai più così
Mai più così è un singolo del cantautore italiano Umberto Tozzi, pubblicato nel 1999.
Il brano, scritto dallo stesso Tozzi, è uno dei due singoli inediti estratti dall'album raccolta Bagaglio a mano ed è dedicato alla separazione fra il cantante e sua moglie Monica.